# Buhoma vauerocegae
Buhoma vauerocegae — вид змій з надродини Elapoidea. Ендемік Танзанії.

## Поширення й екологія
Buhoma vauerocegae мешкають у горах Усамбара, Улугуру та Нгуру на сході Танзанії. Вони живуть у вологих гірських тропічних лісах, під корою дерев та серед хмизу. Зустрічаються на висоті від 500 до 1100 м над рівнем моря. Відкладають яйця.

## Збереження
МСОП класифікує стан збереження цього виду як близький до загрозливого. Buhoma vauerocegae загрожує знищення природного середовища.